# The Carry-Cot
The Carry-Cot è un romanzo del 1972 scritto da Alexander Thynne.
Nel 1974 il libro è stato rieditato col titolo Blue Blood in occasione dell'uscita della trasposizione cinematografica del romanzo, il film I diavoli n. 2 (il cui titolo originale era appunto Blue Blood), diretto da Andrew Sinclair ed interpretato da Oliver Reed, Fiona Lewis, Derek Jacobi e Meg Wynn Owen.
Il libro non ha avuto molte traduzioni, ma non è mai stato tradotto in italiano.